# Shadow Moses
Shadow Moses is in het computerspel Metal Gear Solid een fictief eiland van de Verenigde Staten in de Fox-eilanden van Alaska.
De Verenigde Staten hebben op het eiland een geheime nucleaire kernkop-opslagfaciliteit gebouwd die het hele eiland bedekt. In 2005 wordt Shadow Moses dan het toneel van het zogenaamde Shadow Moses-incident.
Het PlayStation-spel Metal Gear Solid speelt zich voornamelijk op het fictieve eiland af. Ook speelt een gedeelte van Metal Gear Solid 4: Guns of the Patriots zich hier opnieuw af.